# Пегвалиаза
Пегвалиаза - лекарственный препарат, предназначенный для снижения концентрации фенилаланина в организме пациентов, страдающих заболеваниями, при которых уровни этой аминокислоты повышены. Препарат представляет собой пегилированное производное фермента фенилаланин-аммиак-лиазы, катализирующего распад фенилаланина в клетках растений, грибов и дрожжей. В организме человека данный фермент отсутствует, и структура белка, включённого в лекарственный препарат, повторяет структуру фермента, обнаруженного в клетках цианобактерии Anabaena variabilis. Лекарство производится с помощью рекомбинантных методов.
Поскольку наиболее распространённым заболеванием, при котором наблюдается гиперфенилаланинемия, является фенилкетонурия, в ряде стран по состоянию на 2023 год препарат был одобрен к применению у пациентов с этим заболеванием. Так, в 2018 году он был одобрен к применению при фенилкетонурии у взрослых пациентов агентством FDA (США), а в 2019 году одобрен Европейской комиссией после положительного заключения европейского агентства EMA для применения у пациентов старше 16 лет, страдающих неконтролируемой гиперфенилаланинемией с уровнями аминокислоты, превышающими 600 мкмоль/л.